# Dictamnia rugosa
Dictamnia rugosa är en skalbaggsart som beskrevs av Francis Polkinghorne Pascoe 1869. Dictamnia rugosa ingår i släktet Dictamnia och familjen långhorningar. Inga underarter finns listade i Catalogue of Life.